# Qualifications des épreuves de volley-ball aux Jeux européens de 2015
Un total de 464 athletes sont qualifiés pour les épreuves de volley-ball aux Jeux européens de 2015, 336 pour le volley en salle et 128 pour le beach volley. Les places qualificatives sont determiner en fonction des places du CEV au 1er janvier 2015

## Pays qualifiés
| CNO             | Hommes interieur | Hommes beach | Femmes interieur | Femmes beach | Total Athlètes |
| --------------- | ---------------- | ------------ | ---------------- | ------------ | -------------- |
| Allemagne       | X                | 2            | X                | 2            | 36             |
| Autriche        | -                | 2            | -                | 2            | 4              |
| Azerbaïdjan     | X                | 2            | X                | 2            | 36             |
| Biélorussie     | -                | 1            | -                | -            | 2              |
| Belgique        | X                | -            | X                | -            | 28             |
| Bulgarie        | X                | -            | X                | -            | 28             |
| Croatie         | X                | -            | -                | -            | 14             |
| Danemark        | -                | 1            | -                | -            | 2              |
| Espagne         | -                | 2            | -                | 2            | 8              |
| Estonie         | -                | 1            | -                | -            | 2              |
| Finlande        | X                | -            | -                | 2            | 18             |
| France          | X                | 2            | -                | 2            | 22             |
| Grande-Bretagne | -                | 1            | -                | -            | 2              |
| Grèce           | -                | 1            | -                | 1            | 4              |
| Israël          | -                | 1            | -                | -            | 2              |
| Italie          | X                | 2            | X                | 2            | 36             |
| Lettonie        | -                | 2            | -                | -            | 4              |
| Lituanie        | -                | -            | -                | 1            | 2              |
| Pays-Bas        | -                | 2            | X                | 2            | 22             |
| Norvège         | -                | 2            | -                | 2            | 8              |
| Pologne         | X                | 2            | X                | 2            | 36             |
| Tchéquie        | -                | 1            | -                | 2            | 6              |
| Roumanie        | -                | -            | X                | -            | 14             |
| Russie          | X                | 2            | X                | 2            | 36             |
| Serbie          | X                | -            | X                | -            | 28             |
| Slovaquie       | X                | -            | -                | 1            | 16             |
| Suède           | -                | -            | -                | 2            | 4              |
| Suisse          | -                | 2            | -                | 2            | 8              |
| Turquie         | X                | 1            | X                | -            | 30             |
| Ukraine         | -                | -            | -                | 1            | 2              |
| 30 pays         | 12               | 32           | 12               | 32           | 464            |

## Salle

### Par équipes
| Mode de qualification                | Places totales | Hommes                                                                   | Femmes                                                                   |
| ------------------------------------ | -------------- | ------------------------------------------------------------------------ | ------------------------------------------------------------------------ |
| Pays organisateur                    | 1              | Azerbaïdjan                                                              | Azerbaïdjan                                                              |
| Rang européen CEV (1er janvier 2015) | 9              | Russie Italie Serbie Pologne Bulgarie Allemagne France Finlande Belgique | Russie Serbie Italie Turquie Allemagne Pays-Bas Pologne Belgique Croatie |
| Rang Ligue européenne (2011-2014)    | 2              | Slovaquie Turquie                                                        | Bulgarie Roumanie                                                        |
| Total                                |                | 12                                                                       | 12                                                                       |

## Beach

### Homme
| Mode de qualification            | Place | Pays        | Athlètes                                    |  |
| -------------------------------- | ----- | ----------- | ------------------------------------------- |  |
| Pays hôte                        | 2     | Azerbaïdjan |                                             |  |
| Pays hôte                        | 2     | Azerbaïdjan |                                             |  |
| Rang européen (1er janvier 2015) | 30    | Pologne     | Grzegorz Fijalek/Mariusz Prudel             |  |
| Rang européen (1er janvier 2015) | 30    | Italie      | Paolo Nicolai/Daniele Lupo                  |  |
| Rang européen (1er janvier 2015) | 30    | Lettonie    | Aleksandrs Samoilovs/Janis Smedins          |  |
| Rang européen (1er janvier 2015) | 30    | Allemagne   | Jonathan Erdmann/Kay Matysik                |  |
| Rang européen (1er janvier 2015) | 30    | Pays-Bas    | Jon Stiekema/Christiaan Varenhorst          |  |
| Rang européen (1er janvier 2015) | 30    | Russie      | Konstantin Semenov/Viacheslav Krasilnikov   |  |
| Rang européen (1er janvier 2015) | 30    | Espagne     | Pablo Herrera Allepuz/Adrián Gavira Collado |  |
| Rang européen (1er janvier 2015) | 30    | Allemagne   | Alexander Walkenhorst/Stefan Windscheif     |  |
| Rang européen (1er janvier 2015) | 30    | Suisse      | Philip Gabathuler/Mirvo Gerson              |  |
| Rang européen (1er janvier 2015) | 30    | Autriche    | Clemens Doppler/Alexander Horst             |  |
| Rang européen (1er janvier 2015) | 30    | Pologne     | Michal Kadziola/Jakub Szalankiewicz         |  |
| Rang européen (1er janvier 2015) | 30    | Pays-Bas    | Alexander Brouwer/Robert Meeuwsen           |  |
| Rang européen (1er janvier 2015) | 30    | France      | Youssef Krou/Édouard Rowlandson             |  |
| Rang européen (1er janvier 2015) | 30    | Turquie     | Volkan Gögtepe/Murat Giginoglu              |  |
| Rang européen (1er janvier 2015) | 30    | Autriche    | Alexander Huber/Robin Seidl                 |  |
| Rang européen (1er janvier 2015) | 30    | Grèce       | Kotsilianos Georgios/Zoupani Nikos          |  |
| Rang européen (1er janvier 2015) | 30    | Espagne     | Alfredo Marco Francisco/Christian García    |  |
| Rang européen (1er janvier 2015) | 30    | Italie      | Matteo Ingrosso/Paolo Ingrosso              |  |
| Rang européen (1er janvier 2015) | 30    | Norvège     | Andreas Horrem Iver/Geir Eithun             |  |
| Rang européen (1er janvier 2015) | 30    | Suisse      | Sébastien Chevallier/Alexei Strasser        |  |
| Rang européen (1er janvier 2015) | 30    | Lettonie    | Martins Plavins/Aleksandrs Solovejs         |  |
| Rang européen (1er janvier 2015) | 30    | Russie      | Nikita Liamin/Dmitri Barsouk                |  |
| Rang européen (1er janvier 2015) | 30    | Biélorussie | Aliaksandr Dziadkou/Aliaksandr Kavalenka    |  |
| Rang européen (1er janvier 2015) | 30    | Israël      | Ariel Hilman/Sean Faiga                     |  |
| Rang européen (1er janvier 2015) | 30    | Danemark    | Peter Kildegaard Andersen/Martin Olesen     |  |
| Rang européen (1er janvier 2015) | 30    | Norvège     | Øivind Hordvik/Bjarte Usken                 |  |
| Rang européen (1er janvier 2015) | 30    | Royaume-Uni | Jake Sheaf/Chris Gregory                    |  |
| Rang européen (1er janvier 2015) | 30    | France      | Yannick Salvetti/Jean-Baptiste Daguerre     |  |
| Rang européen (1er janvier 2015) | 30    | Tchéquie    | Robert Kufa/Jan Dumek                       |  |
| Rang européen (1er janvier 2015) | 30    | Estonie     | Kristo Kollo/Rivo Vesik                     |  |
| Total                            | 32    |             |                                             |  |

### Femme
| Mode de qualification            | Place | Pays        | Athlètes                                   |  |
| -------------------------------- | ----- | ----------- | ------------------------------------------ |  |
| Pays hôte                        | 2     | Azerbaïdjan |                                            |  |
| Pays hôte                        | 2     | Azerbaïdjan |                                            |  |
| Rang européen (1er janvier 2015) | 30    | Allemagne   | Katrin Holtwick/Ilka Semmler               |  |
| Rang européen (1er janvier 2015) | 30    | Tchéquie    | Kristyna Kolocova/Marketa Slukova          |  |
| Rang européen (1er janvier 2015) | 30    | Espagne     | Liliana Fernández/Elsa Baquerizo           |  |
| Rang européen (1er janvier 2015) | 30    | Allemagne   | Karla Borger/Britta Büthe                  |  |
| Rang européen (1er janvier 2015) | 30    | Pays-Bas    | Madelein Meppelink/Marleen van Iersel      |  |
| Rang européen (1er janvier 2015) | 30    | Italie      | Marta Menegatti/Viktoria Orsi Toth         |  |
| Rang européen (1er janvier 2015) | 30    | Slovaquie   | Natalia Dubovcova/Dominika Nestarcova      |  |
| Rang européen (1er janvier 2015) | 30    | Suisse      | Nadine Zumkehr/Joana Heidrich              |  |
| Rang européen (1er janvier 2015) | 30    | Suisse      | Tanja Goricanec/Tanja Hüberli              |  |
| Rang européen (1er janvier 2015) | 30    | Pologne     | Monika Brzostek/Kinga Kołosińska           |  |
| Rang européen (1er janvier 2015) | 30    | Tchéquie    | Martina Bonnerová/Barbora Hermannová       |  |
| Rang européen (1er janvier 2015) | 30    | Russie      | Evgenia Ukolova/Maria Prokopeva            |  |
| Rang européen (1er janvier 2015) | 30    | Russie      | Ekaterina Syrtseva/Alexandra Moiseeva      |  |
| Rang européen (1er janvier 2015) | 30    | Finlande    | Taru Lahti/Riikka Lehtonen                 |  |
| Rang européen (1er janvier 2015) | 30    | Grèce       | Vasiliki Arvaniti/Maria Tsiartsiani        |  |
| Rang européen (1er janvier 2015) | 30    | Suède       | Nina Grawender/Karin Lundqvist             |  |
| Rang européen (1er janvier 2015) | 30    | Italie      | Giulia Momoli/Laura Giombini               |  |
| Rang européen (1er janvier 2015) | 30    | Lituanie    | Ieva Dumbauskaite/Monika Povilaityte       |  |
| Rang européen (1er janvier 2015) | 30    | Autriche    | Barbara Hensel/Stefanie Schwaiger          |  |
| Rang européen (1er janvier 2015) | 30    | Autriche    | Katharina Schützenhöfer/Lena Plesiutschnig |  |
| Rang européen (1er janvier 2015) | 30    | Norvège     | Janne Kongshavn/Victoria Faye Kjølberg     |  |
| Rang européen (1er janvier 2015) | 30    | Finlande    | Essi Hasu/Anniina Parkkinen                |  |
| Rang européen (1er janvier 2015) | 30    | Espagne     | Angela Lobato/Paula Soria                  |  |
| Rang européen (1er janvier 2015) | 30    | Pays-Bas    | Rimke Braakman/Jantine van der Vlist       |  |
| Rang européen (1er janvier 2015) | 30    | France      | Melinda Adelin/Laura Longuet               |  |
| Rang européen (1er janvier 2015) | 30    | Suède       | Camilla Nilsson/Tadva Yoken                |  |
| Rang européen (1er janvier 2015) | 30    | Norvège     | Cindy Treland/Janne Pedersen               |  |
| Rang européen (1er janvier 2015) | 30    | Suède       | Inna Makhno/Diana Mulenko                  |  |
| Rang européen (1er janvier 2015) | 30    | France      | Déborah Giaoui/Mathilde Giordano           |  |
| Rang européen (1er janvier 2015) | 30    | Pologne     | Karolina Baran/Jagoda Gruszczynska         |  |
| Total                            | 32    |             |                                            |  |

## Sources
- Indoor Volleyball Qualifiers